# ISIS Hunters
Les ISIS Hunters sont une unité de forces spéciales de l'armée arabe syrienne, formée en 2017 lors de la guerre civile syrienne.

## Fondation
Les ISIS Hunters sont formées début 2017 après la déroute des forces du régime syrien lors de la bataille de Palmyre de décembre 2016. Son nom signifie les « chasseurs d'État islamique », l'acronyme du groupe djihadiste étant « ISIS » en anglais. Ses combattants sont intégrés au 5e corps d'armée, une formation constituée en novembre 2016 avec l'appui de la Russie, composée entièrement de volontaires. Selon Stéphane Mantoux, agrégé d'Histoire spécialiste du conflit irako-syrien : « La Russie cherche aussi à bâtir des forces qui peuvent servir de contrepoids à l'Iran, dont les objectifs diffèrent, en Syrie, de ceux de Moscou ». La formation des ISIS Hunters est encadrée par les Russes et notamment par la société militaire privée Groupe Wagner. Son armement et son équipement sont également fournis par la Russie.

## Effectifs
Les effectifs du groupe sont probablement de quelques dizaines d'hommes ; certains de ses combattants sur les vidéos de propagande apparaissent comme étant particulièrement âgés.

## Zones d'opérations
Début 2017, les ISIS Hunters opèrent dans la région de Palmyre ; ils protègent notamment l'aéroport militaire, ainsi que des champs gaziers et pétroliers.
En février 2018, près de Deir ez-Zor, les ISIS Hunters sont engagés dans la bataille de Khoucham, contre les Forces démocratiques syriennes, où ils subissent des bombardements américains. Ils publient un communiqué dans lequel ils affirment avoir perdu vingt hommes lors de ces combats.